# 1476 w polityce
Wydarzenia polityczne w 1476 roku.

## Urodzili się
- 28 czerwca Gian Pietro Carafa, późniejszy papież Paweł IV[1][2].